# Fort du Sapey
Pour les articles homonymes, voir Sapey (homonymie).

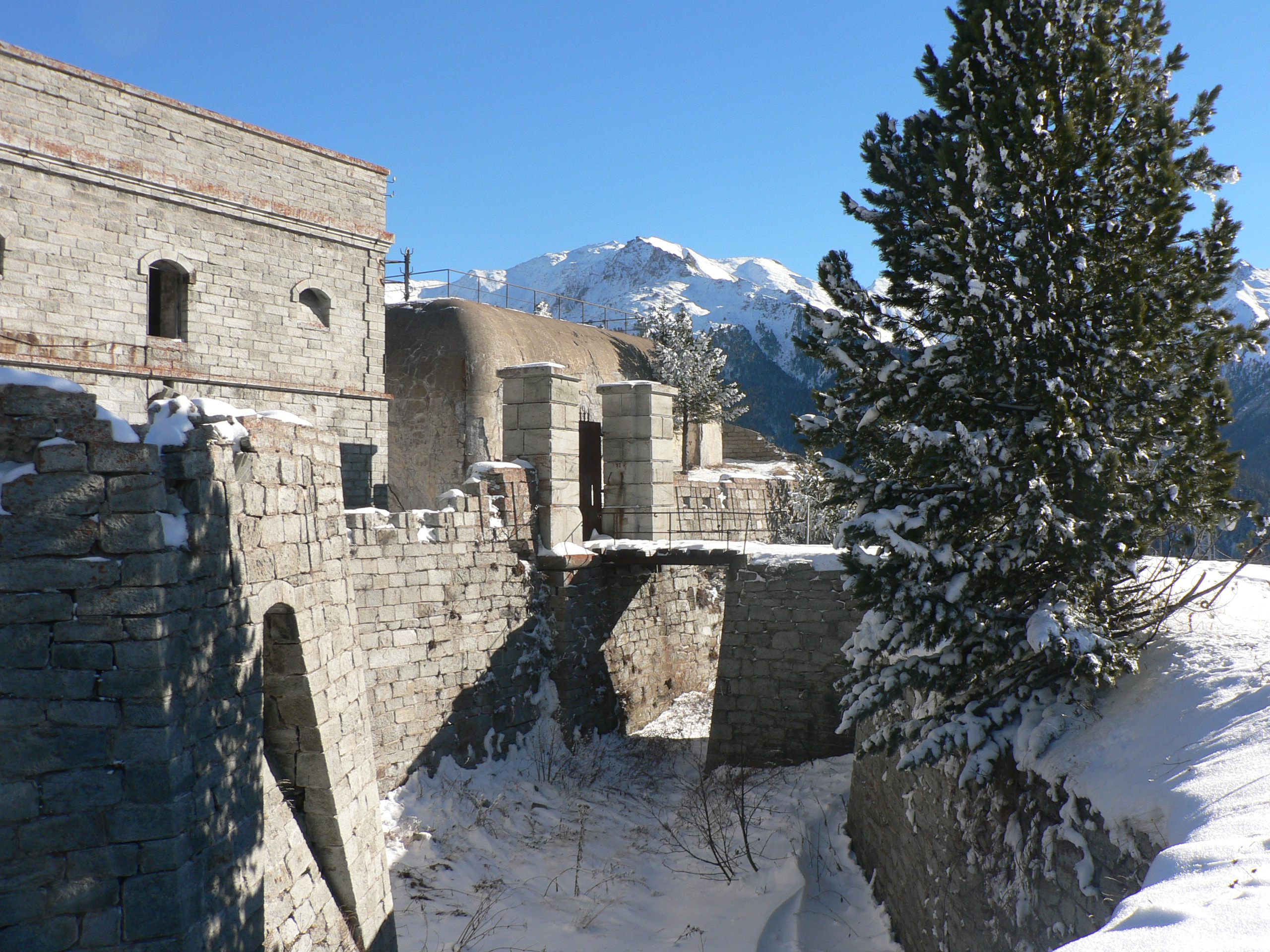
Fossé

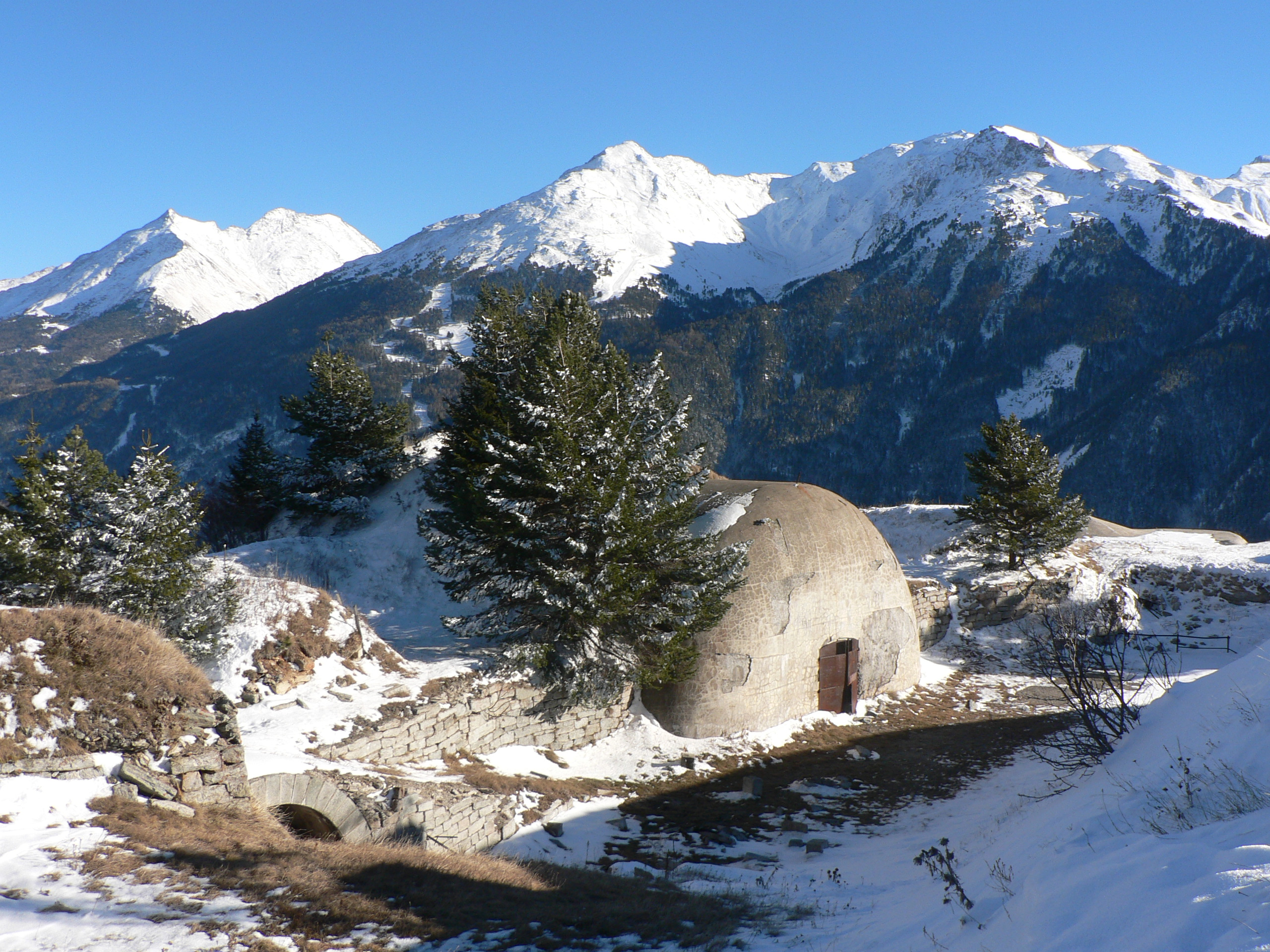
Un ouvrage du fort

Le fort du Sapey, appelé après modification l'ouvrage du Sapey, est une fortification alpine, située sur à limite entre les communes de Saint-André et de Modane, dans le département de la Savoie.
Il est construit juste en dessous du sommet du Sapey (ce dernier occupé par la redoute du Sapey, à 1 755 mètres d'altitude), à 1 740 mètres, dominant ainsi le fort du Replaton et la vallée de Maurienne et contrôlant le débouché du tunnel du Fréjus, du col du Mont-Cenis et de la vallée d'Arc. Ce sommet a été fortifié en plusieurs fois : d'abord en 1885-1891, avec la construction d'un fort Séré de Rivières, qui est modernisé ensuite en 1913-1916 (construction de la batterie sous béton et roc), puis de nouveau dans les années 1930, sous la forme d'un ouvrage d'artillerie dans le cadre de la ligne Maginot.

## Fort Séré de Rivières
Le royaume d'Italie s'alliant en 1882 aux empires allemand et austro-hongrois (formant ainsi la Triplice), l'Armée française décide de fortifier les débouchés de la frontière franco-italienne.
Construit de 1885 à 1892, il s'agit d'un fort à massif central prévu pour une garnison de 230 hommes. La défense de son rempart d'enceinte est confiée à quatre petits bastions ; la porte comporte un pont-levis. Huit plateformes sont aménagées pour l'artillerie, avec une traverse-abri.
Construit d'abord en maçonnerie, les progrès de l'artillerie entraînent la transformation du fort avant même la fin de sa construction, avec l'emploi de béton et l'aménagement sous roc. Quatre casemates sous roc sont rajoutées pour tirer en direction de la Haute-Maurienne, ainsi qu'un observatoire bétonné et un poste optique sous roc. En dehors du fort, trois batteries extérieures sont aménagées, avec deux abris-cavernes et une redoute d'infanterie.

## Ouvrage Maginot
Les fortifications du Sapey sont modernisées pendant les années 1930 : les progrès de l'artillerie rendent le vieux fort périmé au moment où les relations entre la France et l'Italie se dégradent après la Première Guerre mondiale. En conséquence, le fort du Sapey devient l'ouvrage du Sapey, intégré à la ligne Maginot.

### Position sur la ligne
L'ouvrage fait partie de la ligne principale de défense, elle se compose des principaux organes des ouvrages petits et grands, tandis que les avant-postes font partie de la première ligne de défense et non de la ligne principal.

### Souterrains
Comme tous les autres ouvrages de la ligne Maginot, celui du Sapey est conçu pour résister à un bombardement d'obus de très gros calibre. Les organes de soutien sont donc aménagés en souterrain, creusés au minimum sous douze mètres de roche, tandis que les organes de combat, dispersés en surface sous forme de blocs, sont protégés par d'épais cuirassements en acier et des couches de béton armé. Il a fallu donc creuser sous le fort.
L'ouvrage était équipé de groupes électrogènes, composés chacun d'un moteur Diesel CLM type 308 à trois cylindres fournissant 75 ch couplé à un alternateur Alsthom fournissant 54 kW, capables de prendre le relais en cas de coupure du courant électrique fourni par le réseau civil.

### Blocs
En surface, les blocs de combat sont dispersés autour du sommet. Chaque bloc de combat dispose d'une certaine autonomie, avec ses magasins à munitions (le M 3 à côté de la chambre de tir et le M 2 en bas du bloc), sa salle de repos, ses PC, ainsi que son système de ventilation et de filtration de l'air. L'accès à chaque façade est bloqué par un fossé diamant, qui sert aussi à recevoir les débris de béton lors des bombardements. Étant donné que les positions de mise en batterie pour de l'artillerie lourde sont rares en montagne, le niveau de protection est moins important que dans le Nord-Est (les ouvrages construits en Alsace, en Lorraine et dans le Nord). Dans le Sud-Est (les Alpes), les dalles des blocs font 2,5 mètres d'épaisseur (théoriquement à l'épreuve de deux coups d'obus de 300 mm), les murs exposés 2,75 m, les autres murs, les radiers et les planchers un mètre. L'intérieur des dalles et murs exposés est en plus recouvert de 5 mm de tôle pour protéger le personnel de la formation de ménisque (projection de béton à l'intérieur, aussi dangereux qu'un obus). L'ouvrage est composé de cinq blocs de combat et d'un bloc d'entrée.
Bloc d'entrée mixte : c'est un bloc mais pas un bloc numéroté. Il est composé d'un créneau pour arme mixte (un jumelage de mitrailleuses Reibel MAC 32 et un canon antichar de 25 mm) pour la défense frontale, une cloche GFM type A et la porte d'accès à l'ouvrage.
Blocs 1 et 2 : casemates pour canons de 75 mm modèle 1933.
Bloc 3 : bloc d'observation, composé d'une cloche VDP et de deux créneaux optiques dirigés vers les ouvrages de Saint-Antoine et des Granges d'Arplanne.
Bloc 4 : casemate pour tubes de 75 mm modèle 1929.

## Histoire
La construction de l'ouvrage Maginot a coûté un total de 12,8 millions de francs (valeur de décembre 1936).
- Combats dans le vallon du Seuil.